# Museum Berggruen
Il Museum Berggruen, noto anche come Sammlung Berggruen, è un museo di Berlino, sito nel quartiere Charlottenburg.
Il museo, come anche il vicino Bröhan-Museum, è ospitato in un ex caserma per gli ufficiali della guardia reale, costruita fra il 1851 e il 1859 da Friedrich August Stüler, su progetto di Federico Guglielmo IV.

## Collezione
Il museo ospita la collezione raccolta da Heinz Berggruen, che alla sua morte donò alla città. Fra le varie opere raccoglie dipinti, schizzi e disegni di Pablo Picasso; oltre 20 opere di Paul Klee, sculture di Henri Laurens e Alberto Giacometti.